# Nomenklator (Kryptologie)

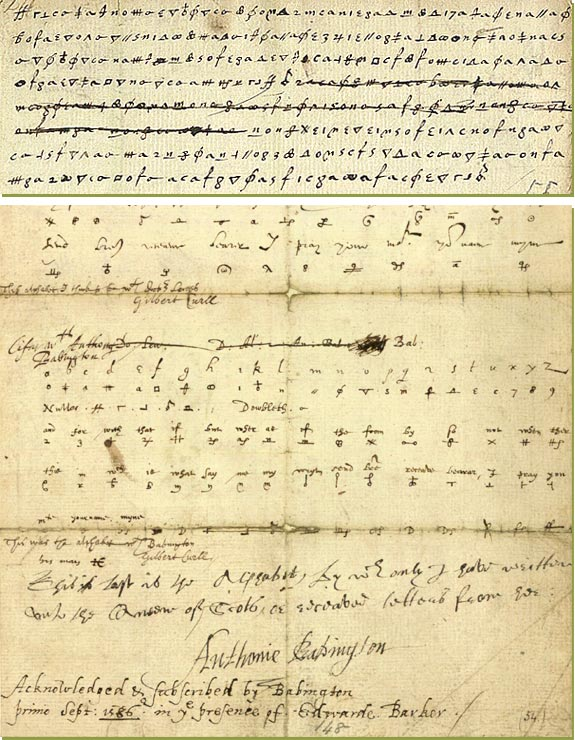
Ein mithilfe eines Nomenklators erstelltes geheimes Schriftstück aus der Babington-Verschwörung

Ein Nomenklator ist ein Verschlüsselungssystem beruhend auf einem Geheimtextalphabet und einer Anzahl von Codewörtern.  
Das Verfahren ist zwar etwas sicherer als eine einfache monoalphabetische Verschlüsselung, aber nicht wirklich vor Entzifferung geschützt, denn ein Teil der Nachricht kann durch Häufigkeitsanalyse erschlossen werden und findige Kryptoanalytiker können, vorausgesetzt es werden mehrere Geheimtexte abgefangen, die nach derselben Methode verschlüsselt wurden, weitere Wörter aus dem Textzusammenhang erschließen. Ein Nomenklator ist etwas sicherer als eine Caesar-Verschlüsselung und gleichzeitig noch relativ schnell und einfach zu handhaben, also bequem in der Anwendung. 
Einer der bekanntesten Nomenklatoren wurde von der schottischen Königin Maria Stuart verwendet, als sie sich in englischer Gefangenschaft befand. Der Code wurde von Thomas Phelippes in Diensten von Sir Francis Walsingham gebrochen und führte zur Enthauptung der schottischen Königin. 
Technisch gesehen handelt es sich um ein frühes kombiniertes Verschlüsselungssystem, wenngleich noch ohne Schlüssel, und bei Verwendung immer ähnlicher Bausteine wie:
- ein Codealphabet, im einfachsten Falle etwa Cäsar, komplexer etwa mit Homophonen, bei denen ein Klartextbuchstabe in mehrere Geheimtextbuchstaben übersetzt werden kann,
- häufig ein ähnliches „Alphabet“ für Zahlen,
- einige Codewörter, in Listen zusammengefasst, für häufig gebrauchte oder besonders wichtige bzw. verräterische Textbestandteile, wie etwa Personen, Orte, Wochentage,
- häufig einige Nullen oder Blender, Worte und einzelne Zeichen ohne Bedeutung zur Verwirrung eines unbefugten Entzifferers.

Die Zusammenstellung eines Nomenklators umfasste vom Umfang her zunächst nur eine Blattseite. Die Anwendung erfolgte durchaus nicht immer durchgehend, zum Teil wurden in Klartext abgefasste Textteile mit verschlüsselten, „geheimen“ Teilen kombiniert. Diese arbeitssparende Herangehensweise ersparte natürlich auch unbefugten Codebrechern einiges an Mühe. 
Auf anfangs auch verwendete gemalte „Sonderzeichen“ wurde im Laufe der Entwicklung aus Gründen der Lesbarkeit verzichtet. Aus den frühen Nomenklatoren entwickelten sich später die bekannten, früher häufig etwa im diplomatischen Dienst oder für die Telegraphie eingesetzten ein- und zweiteiligen Codebücher. Der Umfang der Codewortlisten dieser „Wörterbücher“ stieg entsprechend auf mehrere tausend Elemente an, häufig war dann auch eine mehr oder minder effektive Überschlüsselung enthalten.